# Nungarin
Nungarin är en ort i Australien. Den ligger i kommunen Nungarin och delstaten Western Australia, omkring 230 kilometer öster om delstatshuvudstaden Perth.
Trakten runt Nungarin är nära nog obefolkad, med mindre än två invånare per kvadratkilometer.. Det finns inga andra samhällen i närheten.
Trakten runt Nungarin består till största delen av jordbruksmark. Genomsnittlig årsnederbörd är 384 millimeter. Den regnigaste månaden är juli, med i genomsnitt 48 mm nederbörd, och den torraste är februari, med 13 mm nederbörd.